# Micropera fuscolutea
Micropera fuscolutea là một loài thực vật có hoa trong họ Lan. Loài này được (Lindl.) Garay mô tả khoa học đầu tiên năm 1972.